# Mario Trozzi
Mario Trozzi (Sulmona, 12 agosto 1887 – Roma, 12 maggio 1932) è stato un politico e sindacalista italiano.

## Biografia
Nato a Sulmona nel 1887, si laureò in giurisprudenza e praticò l'attività di avvocato, oltre che giornalista e pubblicista. Facente parte della massoneria, fu iniziato il 10 dicembre 1910 nella loggia di Trapani "Giuseppe Mazzini", diventando maestro il 2 giugno 1911.
Entrò quindi in politica nelle file del Partito Socialista Italiano. Il 18 novembre 1917 circa venti delegati socialisti della frazione massimalista, provenienti da tutta Italia, si incontrano in una riunione clandestina, per la prima volta, in casa di Trozzi a Firenze. Dei venti convenuti fecero parte Amadeo Bordiga, da Napoli, e Antonio Gramsci, da Torino, che poco più di tre anni dopo saranno tra i fondatori del Partito Comunista Italiano.
Alle elezioni politiche del 1919 fu eletto alla Camera dei deputati nel collegio di Aquila per la XXV legislatura; alle elezioni del 1921 fu rieletto alla stessa carica, che mantenne fino al 1924.
Fu amico del pittore "patiniano" Alfonso Rossetti di Sulmona e dell'anarchico Carlo Tresca, che difese quando costui in America fu accusato di omicidio. Nella visita di Mussolini a Sulmona, invitato dall'onorevole Alessandro Sardi nel 1924, Trozzi non partecipò. 
A Pratola Peligna, vicino Sulmona, fondò un giornale anarchico chiamato "Il germe" e poi collaborò attivamente al giornale socialista "Il Sagittario".
Morì improvvisamente a Roma durante uno spettacolo, per colpo apoplettico, nel 1932.